# Redbus Urbano
Redbus Urbano S.A. —también conocida como Redbus— es una empresa chilena de transporte público. Operó la Unidad de negocio 6 de la Red Metropolitana de Movilidad, servicios  105/c, 116, 120, 410/e, B y C. Su operación estaba basada en el eje vial norte, nororiente y oriente de dicho sistema. Es una sociedad anónima constituida por capitales franceses propiedad de Transdev.

## Historia
Fue fundada en 2003 como Redbus S. A. por capitales chilenos de la mano del empresario José Yuraszeck para la licitación de los servicios Metrobus. En dicha licitación se adjudicó las unidades de negocio 1, 5, 6 y 7 correspondientes a Escuela Militar, Bellavista Oriente, Bellavista Poniente y Cal y Canto, comenzado su operación en marzo de 2003
El 26 de noviembre de 2004 se transforma en Redbus Urbano. Junto a esto postuló a la licitación del Transantiago, logrando adjudicarse la Zona C. El 28 de enero de 2005 firmó el contrato de concesión con el Ministerio de Transportes y Telecomunicaciones. Este tenía una duración de 6 años, es decir, hasta 2011. El 22 de octubre del mismo año comenzó a operar los recorridos de las Micros Amarillas que le fueron asignados en la primera fase del Transantiago. Esta etapa duraría hasta el 9 de febrero de 2007, instancia en la que le fueron asignando y cancelando varios servicios correspondientes al antiguo sistema.

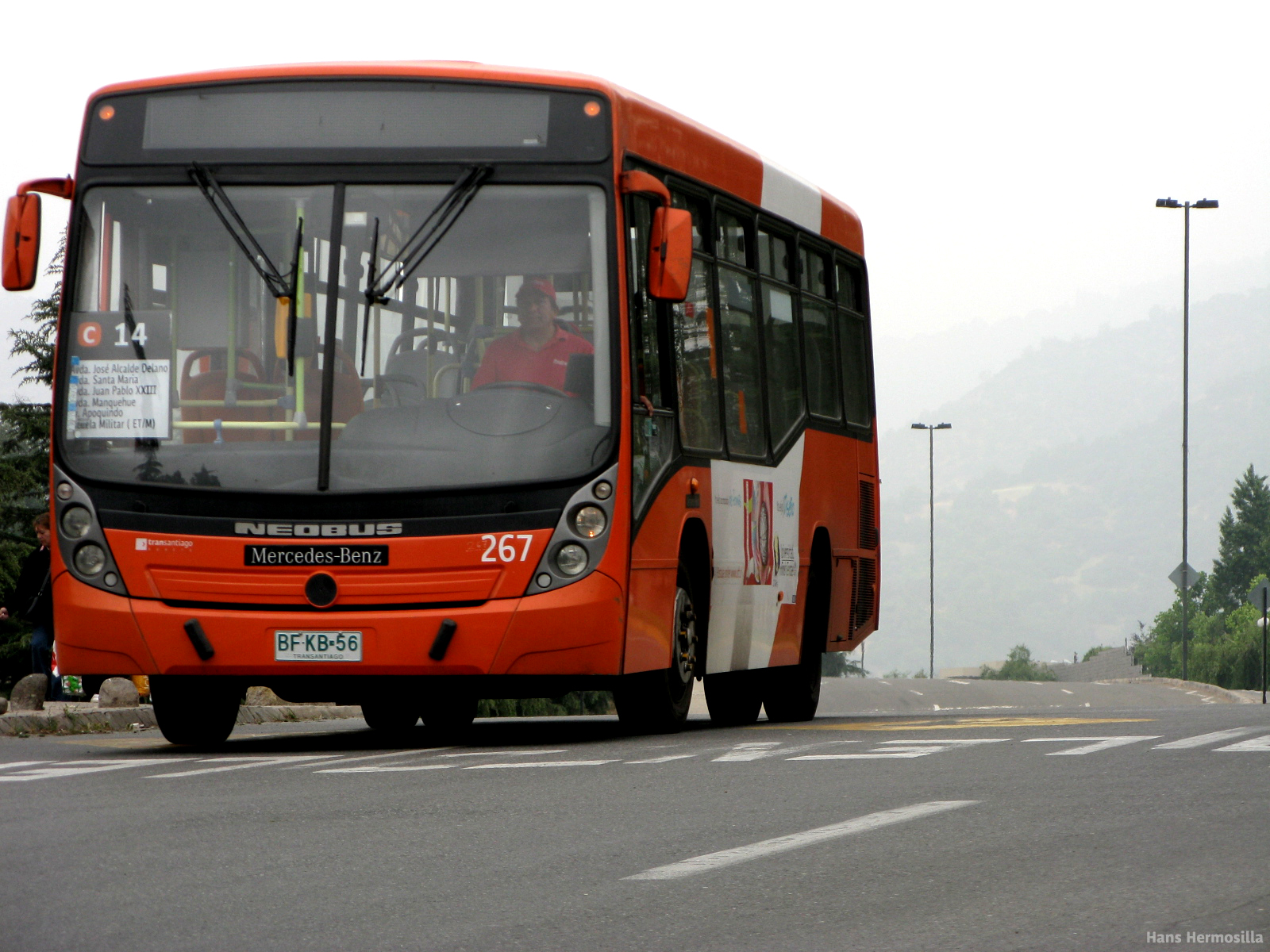
Recorrido C14, Los Trapenses - Escuela Militar.

El 10 de febrero de 2007, comenzó a operar los recorridos correspondientes a la Zona C que le fueron asignados en la licitación de 2004. Estos estaban identificados por el color naranjo, correspondiente al color de la zona, numerados del C01 al C13. Asimismo, durante 2007 fue adquirida por la francesa Transdev.
En agosto de 2011, el Ministerio de Transportes, encabezado por Pedro Pablo Errázuriz, decidió realizar una reestructuración del sistema. Lo anterior ante el fin de la concesión de Redbus. El 31 de octubre del mismo año asumió la operación de los servicios de la Zona B, que eran administrados por Buses Gran Santiago. En dicha instancia adquirió 320 buses para la operación de los servicios. Estos recorridos, a diferencia de los que ya operaba en la Zona C, estaban identificados por el color rojo numerados del B01 al B28. En diciembre de 2011 se anunció que Redbus Urbano mantendría sus servicios tras el proceso de reestructuración.

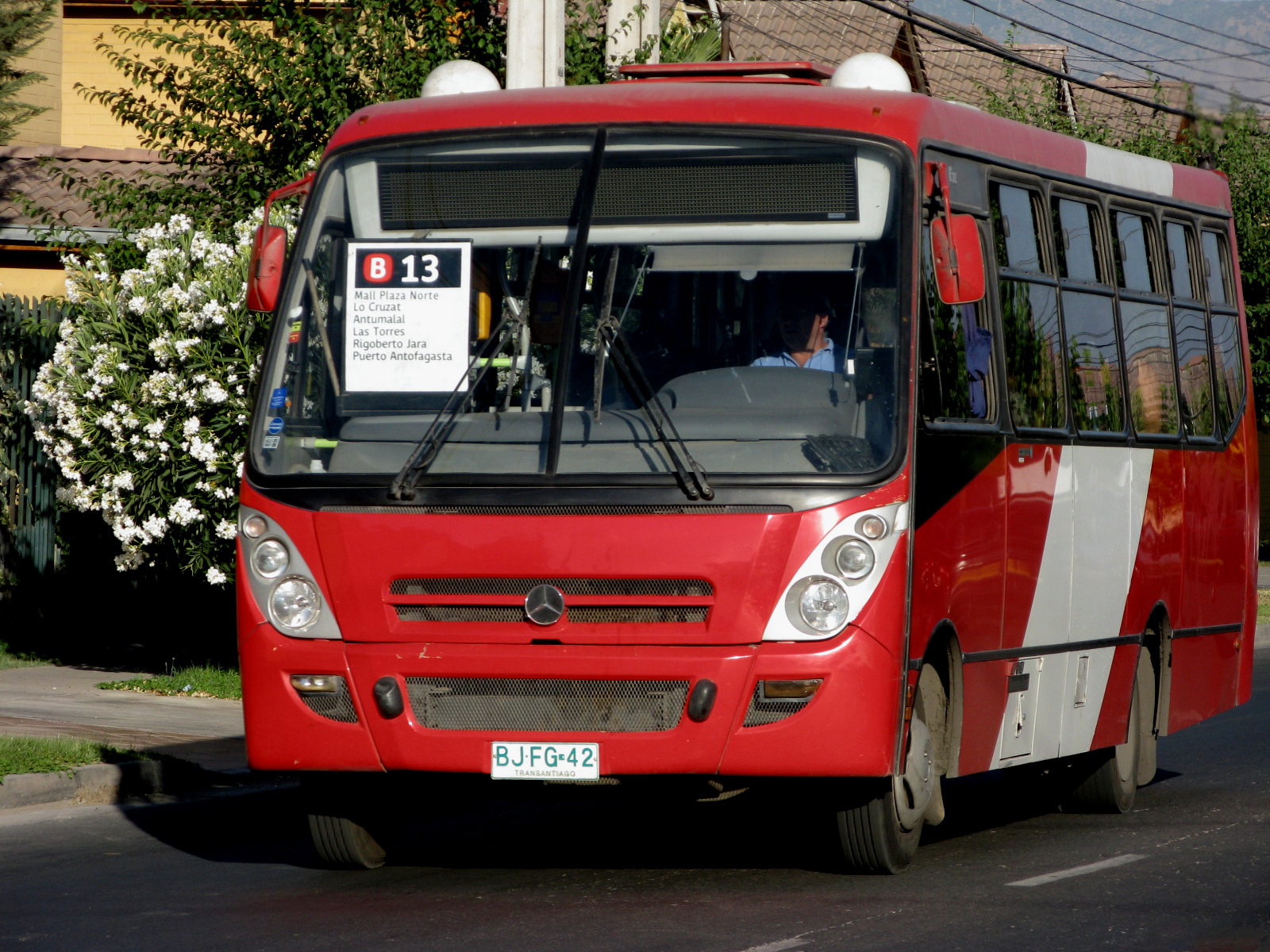
Recorrido B13 (Lo Marcoleta - Vespucio Norte) operado por Redbus

En marzo de 2012 firmó un nuevo contrato con el Ministerio de Transportes por un plazo de 3 años. Comenzó a regir el 1 de junio del mismo hasta el 31 de mayo de 2015, tomando el control de los servicios asignados bajo la Unidad 6 del Transantiago. Con esto sus buses de color naranjo pasaron al rojo con franja blanca. Esta medida se realizó para identificar por colores a cada empresa. Sin embargo, el 1 de junio de 2015, el contrato de operación fue extendido hasta el 30 de noviembre de 2016. El 1 de diciembre de 2016 fue nuevamente extendido por un plazo de 18 meses, es decir, hasta el 31 de mayo de 2018.
En diciembre de 2017, en el marco del proceso de relicitación de Transantiago, Redbus Urbano presentó una oferta para renovar su concesión. Sin embargo, el proceso fue declarado desierto por el ministerio del ramo en marzo de 2018. Con ello el contrato de operación de Redbus Urbano fue extendido hasta el 30 de noviembre de 2019.
El 1 de marzo de 2019 le fueron transferidos los servicios 105, 116, 120 y 410/e enmarcado en el proceso de término del contrato de Inversiones Alsacia. El 1 de diciembre de 2019 el Ministerio de Transportes decide extender nuevamente el plazo del contrato de Redbus Urbano. Lo anterior debido a que la licitación de 2017 fue declarada desierta y el nuevo proceso licitatorio se encontraba en fase de tramitación de las bases. Es así como la empresa renovó su operación hasta el 31 de mayo de 2021. No obstante, este plazo fue ampliado hasta el 30 de noviembre de 2022.
El 15 de diciembre de 2020 se dio inicio a un nuevo proceso de licitación tras la aprobación de las bases por parte de la Contraloría General de la República de Chile. En es este Redbus Urbano presentó ofertas a varias de las unidades en disputa. El 6 de octubre de 2021 se dio a conocer que se adjudicó las unidades de servicios 4 y 6.
En febrero de 2022 creó la empresa RBU Santiago. El 2 de marzo de 2022 el Ministerio de transporte, de la mano de la ministra Gloria Hutt, y Redbus Urbano firmaron los contratos de concesión respectivos. El 1 de diciembre del mismo año el Ministerio de Transportes extiende por última vez el plazo de concesión de Redbus Urbano en esta unidad. En la instancia se estableció como fecha de término el 30 de junio de 2023 o la fecha de total traspaso de los servicios.
El 10 de diciembre de 2022 comenzó un proceso de traspaso paulatino de sus recorridos. En efecto, en dicha fecha perdió los recorridos C06/c, C11, C14, C15 y C20 a manos de RBU Santiago. Asimismo, el 17 del mismo mes, ocurre lo mismo con los recorridos B03, B09 y B30n que fueron traspasados a Buses Alfa. Entre el 1 y 7 de enero de 2023 perdió la operación de los servicios 105/c, 120, 410/e, B01, B06, B11, B12/c, B17, B20, B21, B24, B28, B29 y B31n a manos de Buses Alfa y RBU Santiago. El 4 de febrero de 2023 dejó de operar el servicio C02c. El 18 del mismo mes fueron traspasados los recorridos 116, B14, C01/c y C02 a Santiago Transporte Urbano. El 25 del mismo mes pierde los servicios B05, B15, B22, B27, C03/c, C05, C07, C08, C09, C10e, C12, C13, C16, C17 y C19 la cual fue traspasado a Buses Omega y RBU Santiago. Finalmente, el 22 de abril de 2023 traspasó los recorridos B07, B08, B10, B13, B16, B18/e, B25, B26, B32 y C22 a Buses Omega y RBU Santiago, dando por finalizado el proceso iniciado en diciembre de 2022.

## Terminales
Redbus Urbano cuenta con 5 terminales. En dichos lugares guarda, limpia y mantiene la flota de buses que posee. Los actuales recintos poseen la siguiente denominación y ubicación:
- Colo Colo: Colo Colo 271, Quilicura.
- Santa Marta: Av. Santa Marta de Huechuraba 7277, Huechuraba.
- Aguirre Luco: Aguirre Luco 1265, Huechuraba.
- El Salto: Av. El Salto 4651, Huechuraba.
- Renca: Av. Condell 1570, Renca.

## Material rodante
Redbus comenzó a adquirir su flota de buses para la operación de los servicios Metrobus que se adjudicó en 2003. En esta instancia ingreso 166 minibuses Neobus modelo Thunder+ en chasis Agrale MA-8.5 y 40 minibuses del mismo modelo pero en chasis Mercedes-Benz LO-915.

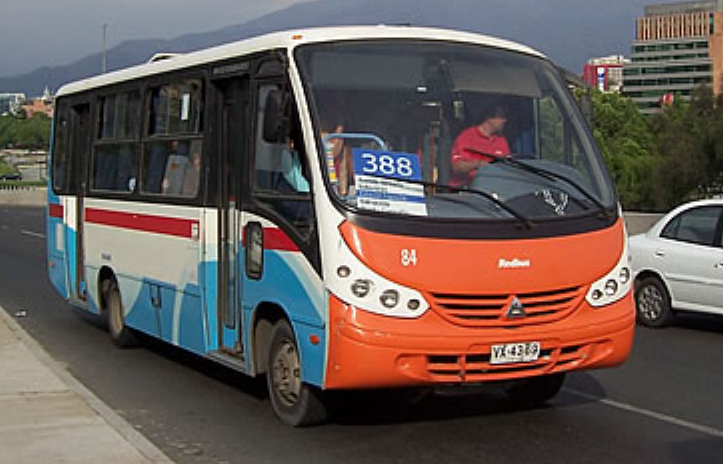
Recorrido 388 operado por RedBus.

Al inicio de Transantiago, entre mayo y diciembre de 2007, adquirió 2 buses rígidos, un Mascarello Gran Via (patente SW6941) y un Caio Millenium II (patente SW6460), en chasis Mercedes-Benz O-500U y 56 buses rígidos medio modelo Neobus Mega Low Entry con chasis Mercedes-Benz OH-1115LSB. Estos vehículos fueron adquiridos debido a la falta de flota para operar sus servicios. Asimismo entre febrero y agosto de 2010 adquirió 61 buses rígidos carrozados por Neobus en modelo Mega Low Entry con chasis Volvo B7RLE. Fueron ingresados debido a un aumento en la flota para operar sus servicios asignados.

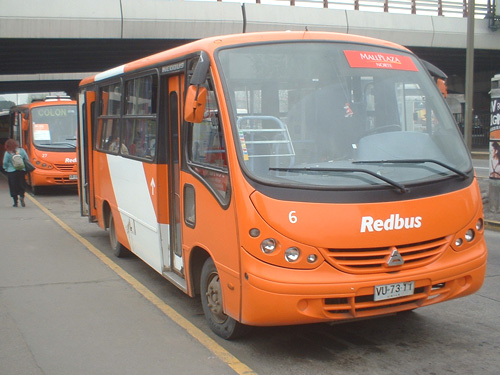
Bus de Redbus esperando pasajeros en estación Escuela Militar con su nuevo corte de pintura.

En octubre de 2011, producto de la adjudicación de los recorridos de la Zona B, adquirió 23 minibuses Caio Foz con chasis Mercedes-Benz LO-915, 177 buses rígidos Caio Mondego H en chasis Mercedes-Benz O-500U y 14 buses rígidos Caio Mondego L en chasis Volvo B7RLE. Estos fueron adquiridos en el remate efectuado de la empresa Buses Gran Santiago. No obstante, entre el mismo mes y octubre de 2012 ingresó nuevamente flota nueva, siendo 50 buses rígidos Neobus Mega BRT en chasis Volvo B7RLE, 220 minibuses Neobus Thunder+ en chasis Mercedes Benz LO-915 —que renovaron los 206 minibuses del mismo modelo adquiridos en 2003— y 41 buses rígidos Neobus Mega BRT sobre chasis Volvo B290RLE.
Entre 2016 y 2017 ingresó 30 buses rígidos, 17 Neobus Mega BRT y 13 Neobus Mega Plus, con chasis Volvo B290RLE. Además, en convenio con Scania, adquirió 3 buses chasis K280UB carrozados por Caio modelo Mondego II y Neobus Mega Plus, que cumplen con la normativa Euro VI. A estos se suman dos buses Marcopolo Torino 2014 Low Entry en chasis Volvo B8RLE. Todos estos poseen puertas a ambos costados, cumpliendo con el nuevo estándar de buses propuesto por las autoridades.[cita requerida]
En febrero de 2019 en el traspaso de los servicios de Inversiones Alsacia ingresó 129 buses Marcopolo Torino Low Entry, versión rígido y articulado, en chasis Mercedes-Benz O-500U/UA. A comienzos de 2020 Redbus adquiere 25 buses eléctricos King Long para la operación del servicio C06. Asimismo de la mano de Scania Chile ingresa 38 nuevos buses modelo Marcopolo Torino. Estos operaron en los recorridos C02/c y C14. Durante el mismo año operó en alianza con Alstom un bus eléctrico en el servicio C20 a modo de pruebas.
En 2022 ingresó nuevamente un bus eléctrico en modo de prueba en el servicio C06. En la ocasión fue en alianza con Volvo.
La flota de buses con la que contaba estaba compuesta de la siguiente manera:
- 240 minibuses
  - 22 Caio Foz, chasis Mercedes-Benz LO-915, año 2008, transmisión automática Allison.
  - 218 Neobus Thunder+, chasis Mercedes-Benz LO-915, año 2012, transmisión automática Allison. Adquiridos por renovación de flota.

- 479 buses rígidos
  - 162 Caio Mondego H, chasis Mercedes-Benz O-500U, año 2010, transmisión automática Voith.
  - 10 Caio Mondego L, chasis Volvo B7RLE, año 2010, transmisión automática Voith.
  - 56 Neobus Mega Low Entry, chasis Volvo B7RLE, año 2011, transmisión automática Voith.
  - 50 Neobus Mega BRT, chasis Volvo B7RLE, adquiridos entre 2011 y 2012, transmisión automática Voith.
  - 31 Neobus Mega BRT, chasis Volvo B290RLE, año 2014, transmisión automática Voith.
  - 11 Neobus Mega BRT, chasis Volvo B290RLE, año 2016, transmisión automática Voith. Buses con puertas a ambos costados.
  - 14 Neobus Mega Plus, chasis Volvo B290RLE, año 2017, transmisión automática Voith. Adquiridos por aumento de flota. Buses con puertas a ambos lados.
  - 2 Marcopolo Torino Low Entry (patentes FLXT91 y FLXV12), chasis Volvo B8RLE, Euro VI, año 2017, transmisión automática ZF Ecolife. Buses con puertas a ambos lados.
  - 2 Caio Mondego II (patentes HVFH33 y HYFL60), chasis Scania K280UB, Euro VI, años 2017 y 2018 transmisión automática ZF Ecolife. Buses con puertas a ambos lados.
  - 1 Neobus Mega Plus (patente HVFH32), chasis Scania K280UB, año 2017 transmisión automática ZF Ecolife. Bus con puertas a ambos lados.
  - 102 Marcopolo Torino Low Entry, chasis Mercedes-Benz O-500U BlueTec 6, año 2019, transmisión automática Voith. Estándar Red.[18]
  - 38 Marcopolo Torino Low Entry (patentes LXDH85 a LXDJ31), chasis Scania K280UB, Euro VI, año 2020, transmisión automática ZF Ecolife. Estándar Red.[30]

- 25 buses eléctricos
  - 25 King Long XMQ 6127G Plus eTech (patentes LWTK42 a LWTK66), año 2020. Estándar Red.[30]

- 25 buses articulados
  - 25 Marcopolo Torino Low Entry, chasis Mercedes-Benz O-500UA BlueTec 6, año 2019, transmisión automática Voith. Estándar Red.[18]

A estos se sumaron dos buses eléctricos que operaron a modo de pruebas:
- 1 Alstom Aptis (patente LGYR54), año 2016. Estándar Red. Circuló durante 2 meses.[31]
- 1 Volvo 7900e (patente RJXT98), año 2021. Estándar Red. Circuló durante 4 meses.

## Recorridos
Redbus Urbano durante su existencia operó diferentes recorridos, los cuales pertenecieron a los sistemas Metrobus, Micros amarillas y al Transantiago, actual Red Metropolitana de Movilidad.

### Metrobus
El 2 de marzo de 2003 se adjudicó varios recorridos Metrobus. Estos los mantuvo hasta el 21 de octubre de 2005. Los siguientes son los servicios que operó en este sistema:
| Servicio | Inicio                   | Fin                      |
| -------- | ------------------------ | ------------------------ |
| MB-01    | Escuela Militar          | Vitacura                 |
| MB-02    | Escuela Militar          | La Reina                 |
| MB-03A   | Escuela Militar          | Lo Curro                 |
| MB-03B   | Escuela Militar          | Huechuraba               |
| MB-05    | Escuela Militar          | San Carlos de Apoquindo  |
| MB-40    | Puente Cal y Canto       | Renca                    |
| MB-44A   | Puente Cal y Canto       | Quilicura                |
| MB-44B   | Cal y Canto              | Quilicura                |
| MB-44C   | Quilicura                | Mall Plaza Norte         |
| MB-59    | Lo Ovalle                | Rojas Magallanes         |
| MB-61    | Lo Ovalle                | Bellavista de La Florida |
| MB-70    | Papelera                 | La Florida               |
| MB-71    | Villa Chiloé             | La Florida               |
| MB-75    | Bellavista de La Florida | María Elena              |
| MB-76    | Bellavista de La Florida | Eyzaguirre               |
| MB-77    | Bellavista de La Florida | Puente Alto              |
| MB-79    | Bellavista de La Florida | Rojas Magallanes         |
| MB-82    | Bellavista de La Florida | Gabriela Poniente        |
| MB-93    | Pedrero                  | María Angélica           |

### Transantiago

#### Primera etapa
El 22 de octubre de 2005 tomó varios recorridos de las Micros Amarillas. Los operó hasta el 9 de febrero de 2007. A continuación una lista de los recorridos de este período:
| Recorrido | Inicio                | Fin             |
| --------- | --------------------- | --------------- |
| 321       | Renca                 | Las Condes      |
| 324       | Recoleta              | Lo Barnechea    |
| 388       | Lo Barnechea          | Santiago Centro |
| 419       | Población San Joaquín | Lo Barnechea    |
| ES02      | Los Trapenses         | Escuela Militar |
| MB-01A    | Metro Escuela Militar | Tabancura       |
| MB-01B    | Metro Escuela Militar | Parque Arauco   |
| MB-02     | Metro Escuela Militar | La Reina        |
| MB-03A    | Metro Escuela Militar | Lo Curro        |
| MB-03B    | Metro Escuela Militar | Huechuraba      |
| MB-05     | Metro Escuela Militar | Los Dominicos   |

#### Zona B
Estos servicios fueron operados entre el 31 de octubre de 2011 y el 31 de mayo de 2012:
| Recorrido | Inicio                 | Fin                   |
| --------- | ---------------------- | --------------------- |
| B01       | El Salto               | Huamachuco            |
| B02       | Camino Punta Mocha     | Mapocho               |
| B03       | Población Santa Emilia | Cerro Blanco          |
| B04       | El Cortijo             | Mapocho               |
| B04v      | El Cortijo             | Hospitales            |
| B05       | Barrio San Ignacio     | Ciudad Empresarial    |
| B06       | Zapadores              | Santa Laura           |
| B07       | Santa Luisa            | Parque Industrial     |
| B08       | Lo Marcoleta           | El Carmen             |
| B09       | Lo Boza                | Hospital Félix Bulnes |
| B10       | Los Libertadores       | Hospitales            |
| B11       | El Salto               | Lo Marcoleta          |
| B12       | Zapadores              | Santa Luisa           |
| B13       | Vespucio Norte         | Lo Marcoleta          |
| B14       | El Salto               | Mapocho               |
| B15       | Arzobispo Valdivieso   | Mapocho               |
| B16       | El Carmen              | Vespucio Norte        |
| B17       | Huamachuco             | Arzobispo Valdivieso  |
| B18       | Villa Pucará           | Vespucio Norte        |
| B19       | Huechuraba             | Camino Punta Mocha    |
| B20       | Miraflores             | Mapocho               |
| B21       | Hipódromo Chile        | Lo Marcoleta          |
| B22       | Los Turistas           | Dorsal                |
| B23       | Reina Maria            | Mapocho               |
| B24       | Huamachuco             | Mapocho               |
| B25       | Vespucio Norte         | Cerro Blanco          |
| B26       | El Cortijo             | Estación Central      |
| B27       | Vespucio Norte         | Mapocho               |
| B28       | Huamachuco             | Quinta Normal         |

#### Zona C
Operó estos servicios desde el 10 de febrero de 2007 hasta el 31 de mayo de 2012:
| Recorrido | Inicio                   | Fin                  |
| --------- | ------------------------ | -------------------- |
| C01       | Francisco Bilbao         | Cerro 18             |
| C01c      | Escuela Militar          | La Ermita            |
| C02       | San Carlos de Apoquindo  | Escuela Militar      |
| C02c      | San Carlos de Apoquindo  | Los Domínicos        |
| C03       | Rotonda Pérez Zukjovic   | Vital Apoquindo      |
| C04       | Manuel Montt             | Vital Apoquindo      |
| C05       | Francisco Bilbao         | La Ermita            |
| C06       | Tobalaba                 | Vital Apoquindo      |
| C07       | La Pirámide              | Francisco Bilbao     |
| C08       | Camino Real              | Cantagallo           |
| C09       | La Dehesa                | Vital Apoquindo      |
| C10e      | Tobalaba                 | Camino Juan Pablo II |
| C11       | Escuela Militar          | Tabancura            |
| C12       | Camino Juan Pablo II     | Cantagallo           |
| C13       | La Laguna                | Cantagallo           |
| C14       | Escuela Militar          | Los Trapenses        |
| C15       | Escuela Militar          | Estoril              |
| C16       | El Huinganal             | Vital Apoquindo      |
| C17       | Cerro 18                 | Los Trapenses        |
| C18       | Escuela Militar          | Ciudad Empresarial   |
| C19       | Bernardo Larraín Cotapos | Cantagallo           |
| C20       | Escuela Militar          | Mall Parque Arauco   |
| C21n      | Mall Paseo Los Trapenses | Cantagallo           |
| C22       | Escuela Militar          | Rotonda Lo Curro     |
| C23       | Lo Barnechea             | La Ermita            |

### Red Metropolitana de Movilidad

#### Unidad de negocio 6
El 1 de junio de 2012 asumió el control de los servicios de la Unidad de negocio 6:

##### Servicios 100
| Recorrido | Inicio      | Fin             |
| --------- | ----------- | --------------- |
| 105       | Renca       | Lo Espejo       |
| 105c      | Lo Valledor | Lo Espejo       |
| 116       | Huechuraba  | Santiago Centro |
| 120       | Renca       | La Cisterna     |

##### Servicios 400
| Recorrido | Inicio | Fin         |
| --------- | ------ | ----------- |
| 410       | Renca  | Providencia |
| 410e      | Renca  | Providencia |

##### Servicios B
| Recorrido | Inicio                 | Fin                  |
| --------- | ---------------------- | -------------------- |
| B01       | El Salto               | Huamachuco           |
| B02       | Camino Punta Mocha     | Mapocho              |
| B02n      | Huechuraba             | Plaza Italia         |
| B03       | Miraflores             | Cerro Blanco         |
| B04       | Los Libertadores       | Mapocho              |
| B05       | Barrio San Ignacio     | Ciudad Empresarial   |
| B06       | Zapadores              | Santa Laura          |
| B07       | Los Libertadores       | Parque Industrial    |
| B08       | Lo Marcoleta           | Mall Plaza Norte     |
| B09       | Lo Boza                | Lo Franco            |
| B10       | Villa Los Libertadores | Cerro Blanco         |
| B11       | El Salto               | Lo Marcoleta         |
| B12       | Zapadores              | Lo Marcoleta         |
| B12c      | Los Libertadores       | Lo Marcoleta         |
| B13       | Vespucio Norte         | Santa Luisa          |
| B14       | Mapocho                | El Salto             |
| B15       | Arzobispo Valdivieso   | Mapocho              |
| B16       | El Carmen              | Vespucio Norte       |
| B17       | Huamachuco             | Arzobispo Valdivieso |
| B18       | Villa Pucará           | Vespucio Norte       |
| B18e      | Villa Pucará           | Los Libertadores     |
| B19       | El Rosal               | Juanita Aguirre      |
| B20       | Miraflores             | Mapocho              |
| B21       | Hipódromo Chile        | Lo Marcoleta         |
| B22       | Palacio Riesco         | Urmeneta             |
| B23       | Reina María            | Mapocho              |
| B24       | Huamachuco             | Mapocho              |
| B25       | Vespucio Norte         | Cerro Blanco         |
| B26       | Los Libertadores       | Estación Central     |
| B27       | Vespucio Norte         | Salvador             |
| B28       | Huamachuco             | Estación Central     |
| B29       | Renca                  | Santa Ana            |
| B30n      | Renca                  | Centro               |
| B31n      | Alameda                | Quilicura            |
| B32       | Valle Lo Campino       | Plaza de Quilicura   |

##### Servicios C
| Recorrido | Inicio                   | Fin                  |
| --------- | ------------------------ | -------------------- |
| C01       | Francisco Bilbao         | Cerro 18             |
| C01c      | Escuela Militar          | La Ermita            |
| C02       | San Carlos de Apoquindo  | Escuela Militar      |
| C02c      | San Carlos de Apoquindo  | Los Domínicos        |
| C03       | Rotonda Pérez Zukjovic   | Vital Apoquindo      |
| C03c      | Lo Gallo                 | Vital Apoquindo      |
| C05       | Francisco Bilbao         | La Ermita            |
| C06       | Ciudad Empresarial       | Vital Apoquindo      |
| C06c      | Cristóbal Colón          | Vital Apoquindo      |
| C07       | La Pirámide              | Francisco Bilbao     |
| C08       | Camino Real              | Cantagallo           |
| C09       | La Dehesa                | Nueva Bilbao         |
| C10e      | Tobalaba                 | Camino Juan Pablo II |
| C11       | Escuela Militar          | Tabancura            |
| C12       | Camino Juan Pablo II     | Cantagallo           |
| C13       | La Laguna                | Cantagallo           |
| C14       | Escuela Militar          | Los Trapenses        |
| C15       | Escuela Militar          | Estoril              |
| C16       | El Huinganal             | Vital Apoquindo      |
| C17       | Cerro 18                 | Los Trapenses        |
| C18       | Escuela Militar          | Ciudad Empresarial   |
| C19       | Bernardo Larraín Cotapos | Cantagallo           |
| C20       | Escuela Militar          | Mall Parque Arauco   |
| C22       | Escuela Militar          | Rotonda Lo Curro     |